# Chen Pu
Chen Pu (陈蒲S, Chén PúP; Chongqing, 15 gennaio 1997) è un calciatore cinese, ala dello Shandong Taishan e della nazionale cinese.

## Carriera

### Nazionale
Nel 2024 è stato convocato per la Coppa d'Asia.

## Statistiche

### Cronologia presenze e reti in nazionale
| Cronologia completa delle presenze e delle reti in nazionale ― Cina | Cronologia completa delle presenze e delle reti in nazionale ― Cina | Cronologia completa delle presenze e delle reti in nazionale ― Cina | Cronologia completa delle presenze e delle reti in nazionale ― Cina | Cronologia completa delle presenze e delle reti in nazionale ― Cina | Cronologia completa delle presenze e delle reti in nazionale ― Cina | Cronologia completa delle presenze e delle reti in nazionale ― Cina | Cronologia completa delle presenze e delle reti in nazionale ― Cina |
| Data                                                                | Città                                                               | In casa                                                             | Risultato                                                           | Ospiti                                                              | Competizione                                                        | Reti                                                                | Note                                                                |
| ------------------------------------------------------------------- | ------------------------------------------------------------------- | ------------------------------------------------------------------- | ------------------------------------------------------------------- | ------------------------------------------------------------------- | ------------------------------------------------------------------- | ------------------------------------------------------------------- | ------------------------------------------------------------------- |
| 23-3-2023                                                           | Auckland                                                            | Nuova Zelanda                                                       | 0 – 0                                                               | Cina                                                                | Amichevole                                                          | -                                                                   | 46’                                                                 |
| 26-3-2023                                                           | Wellington                                                          | Nuova Zelanda                                                       | 2 – 1                                                               | Cina                                                                | Amichevole                                                          | -                                                                   | 45’                                                                 |
| 16-6-2023                                                           | Dalian                                                              | Cina                                                                | 4 – 0                                                               | Birmania                                                            | Amichevole                                                          | -                                                                   | 74’                                                                 |
| 20-6-2023                                                           | Dalian                                                              | Cina                                                                | 2 – 0                                                               | Palestina                                                           | Amichevole                                                          | -                                                                   | 81’                                                                 |
| 12-9-2023                                                           | Chengdu                                                             | Cina                                                                | 0 – 1                                                               | Siria                                                               | Amichevole                                                          | -                                                                   | 60’ 90+6’                                                           |
| 16-10-2023                                                          | Dalian                                                              | Cina                                                                | 1 – 2                                                               | Uzbekistan                                                          | Amichevole                                                          | -                                                                   | 66’                                                                 |
| 21-11-2023                                                          | Shenzhen                                                            | Cina                                                                | 0 – 3                                                               | Corea del Sud                                                       | Qual. Mondiali 2026                                                 | -                                                                   | 71’                                                                 |
| Totale                                                              |                                                                     | Presenze                                                            | 7                                                                   |                                                                     | Reti                                                                | 0                                                                   |                                                                     |

## Palmarès

### Club

#### Competizioni nazionali
- Coppa della Cina: 1

Shandong: 2022